# شرلی پرستیا
شرلی پرستیا (به انگلیسی: Shirley Prestia) (زاده ۱۸ اوت ۱۹۴۷-درگذشته ۸ اکتبر ۲۰۱۱) بازیگرآمریکایی بود.
از فیلم‌های معروف او می‌توان به بازی در فیلم تحلیل نهایی اشاره کرد.